# 渡邊謙二
渡邊 謙二（わたなべ けんじ、1949年 - ）は大日本一誠会3代目会長。民族主義者。
北九州市小倉出身。実家は炭鉱を経営。叔父は万年東一の長女と結婚。
中学時代は野球部のエースで番長。高校中退後、大阪で不良として鳴らしていたが、1971年、万年から誘いを受けて大日本一誠会の発足に参加、東京に移る。1994年5月、大日本一誠会3代目会長を継承。